# Persone di nome Jaime/Calciatori
| Questa pagina contiene informazioni ricavate automaticamente dalle voci biografiche con l'ausilio del template Bio e di un bot. L'aggiornamento è periodico e automatico e ricostruisce completamente la pagina. Se manca una persona in questa lista, sei pregato di non aggiungerla, ma accertati piuttosto che la sua voce biografica contenga il template Bio e che i dati anagrafici siano correttamente compilati. Se il template Bio manca, inseriscilo tu stesso o, in alternativa, metti l'avviso {{tmp\|Bio}} che ne segnala la mancanza. Se i dati riportati sono sbagliati, correggi direttamente la voce biografica; le modifiche saranno visibili in questa lista entro pochi giorni. Per chiarimenti vedi il progetto antroponimi. La lista contiene solo le 62 persone che sono citate nell'enciclopedia e per le quali è stato implementato correttamente il template Bio. Pagina aggiornata al 23 mag 2025. |

Questa è una lista di persone presenti nell'enciclopedia che hanno il nome Jaime e sono calciatori.

## A(5)
- Jaime Alas, calciatore salvadoregno (San Salvador, n. 1989)
- Jaime de Almeida, calciatore e allenatore di calcio brasiliano (São Fidélis, n. 1920 - Lima, † 1973)
- Jaime Alvarado, calciatore colombiano (Santa Marta, n. 1999)
- Jaime Arrascaita, calciatore boliviano (La Paz, n. 1993)
- Jaime Ayoví, calciatore ecuadoriano (Eloy Alfaro, n. 1988)

## B(6)
- Jaime Báez, calciatore uruguaiano (Montevideo, n. 1995)
- Jaime Baeza, ex calciatore cileno (n. 1962)
- Jaime Baldeón, ex calciatore ecuadoriano (Sangolquí, n. 1959)
- Jaime Belmonte, calciatore messicano (n. 1934 - † 2009)
- Jaime Bravo, ex calciatore cileno (Rancagua, n. 1982)
- Jaime Bustamante, ex calciatore venezuelano (Cúcuta, n. 1980)

## C(7)
- Jaime Carreño, calciatore cileno (Santiago del Cile, n. 1997)
- Jaime Elías Casas, calciatore spagnolo (Barcellona, n. 1919 - Barcellona, † 1977)
- Jaime Castrillón, ex calciatore colombiano (Puerto Nare, n. 1983)
- Jaime Chavín, calciatore argentino (Concepción del Uruguay, n. 1899 - Buenos Aires, † 1971)
- Jaime Colomé, ex calciatore cubano (L'Avana, n. 1979)
- Jaime Correa, ex calciatore messicano (Durango, n. 1979)
- Jaime Corrêa Freitas, ex calciatore brasiliano (n. 1943)

## D(3)
- Jaime Bragança, ex calciatore portoghese (Lisbona, n. 1983)
- Jaime Delgado, ex calciatore ecuadoriano (n. 1943)
- Jaime Graça, calciatore portoghese (Setúbal, n. 1942 - Lisbona, † 2012)

## G(9)
- Jaime Gavilán, ex calciatore spagnolo (Valencia, n. 1985)
- Jaime Giraldo, calciatore colombiano (Bogotà, n. 1998)
- Jaime Pinto, calciatore portoghese (Vila do Conde, n. 1997)
- Jaime Gómez, calciatore messicano (Manzanillo, n. 1929 - † 2008)
- Jaime González Ortiz, calciatore colombiano (n. 1938 - † 1979)
- Jaime Camilo González, ex calciatore cileno (San Antonio, n. 1977)
- Jaime Gonçalves, calciatore portoghese (n. 1899)
- Jaime Grondona, calciatore cileno (Valparaíso, n. 1987)
- Jaime Gómez Valencia, calciatore messicano (San Juan del Río, n. 1993)

## J(1)
- Jaime Jiménez, ex calciatore spagnolo (Valdepeñas, n. 1980)

## K(1)
- Iván Kaviedes, ex calciatore ecuadoriano (Santo Domingo de los Tsáchilas, n. 1977)

## L(2)
- Jaime Lazcano, calciatore spagnolo (Pamplona, n. 1909 - Madrid, † 1983)
- Jaime Miguel Linares, calciatore angolano (Vila Real, n. 1982)

## M(6)
- Jaime Magalhães, ex calciatore portoghese (Porto, n. 1962)
- Jaime Mata, calciatore spagnolo (Madrid, n. 1988)
- Jaime Moreno Ciorciari, calciatore venezuelano (Puerto La Cruz, n. 1995)
- Jaime Moreno, ex calciatore e allenatore di calcio boliviano (Santa Cruz de la Sierra, n. 1974)
- Jaime Morón, calciatore colombiano (Cartagena de Indias, n. 1950 - Bogotà, † 2005)
- Jaime Simões, calciatore portoghese (Santarém, n. 1989)

## P(4)
- Jaime Penedo, ex calciatore panamense (Panama, n. 1981)
- Jaime Peralta, calciatore colombiano (San José de Cúcuta, n. 2005)
- Jaime Peters, ex calciatore canadese (Pickering, n. 1987)
- Jaime Portillo, ex calciatore salvadoregno (n. 1947)

## R(9)
- Jaime Ramírez, calciatore cileno (Santiago del Cile, n. 1931 - Santiago del Cile, † 2003)
- Jaime Patricio Ramírez, ex calciatore cileno (Santiago del Cile, n. 1967)
- Jaime Riveros, ex calciatore cileno (Quinta de Tilcoco, n. 1970)
- Jaime Robles Céspedes, ex calciatore boliviano (Montero, n. 1978)
- Jaime Rodríguez, ex calciatore salvadoregno (San Salvador, n. 1959)
- Jaime Romero, calciatore spagnolo (Valdeganga, n. 1990)
- Jaime Rosales, ex calciatore honduregno (Olanchito, n. 1978)
- Jaime Ruiz, ex calciatore peruviano (Ica, n. 1935)
- Jaime Alfonso Ruiz, ex calciatore colombiano (Cali, n. 1984)

## S(5)
- Jaime Salazar, calciatore messicano (Città del Messico, n. 1931 - Cuernavaca, † 2011)
- Jaime Sánchez Fernández, ex calciatore spagnolo (Madrid, n. 1973)
- Jaime Sarlanga, calciatore e allenatore di calcio argentino (Partido di Tigre, n. 1916 - † 1966)
- Jaime Seoane, calciatore spagnolo (Madrid, n. 1997)
- Jaime Silva, calciatore colombiano (Bogotà, n. 1935 - Tarragona, † 2003)

## V(3)
- Jaime Vásquez, calciatore peruviano (Lima, n. 1991)
- Jaime Vera, ex calciatore cileno (Santiago del Cile, n. 1963)
- Jaime Villegas, ex calciatore honduregno (La Ceiba, n. 1950)

## Z(1)
- Jaime Valdés, ex calciatore cileno (Santiago del Cile, n. 1981)